# Kresten Damsgaard
Kresten Damsgaard, né le 9 juin 1903 à Østerild (Danemark) et mort le 1er août 1992, est un homme politique danois, membre du parti Venstre, ancien ministre et ancien député au Parlement (le Folketing).

## Distinctions
- Commandeur de l'ordre du Dannebrog